# Szákul

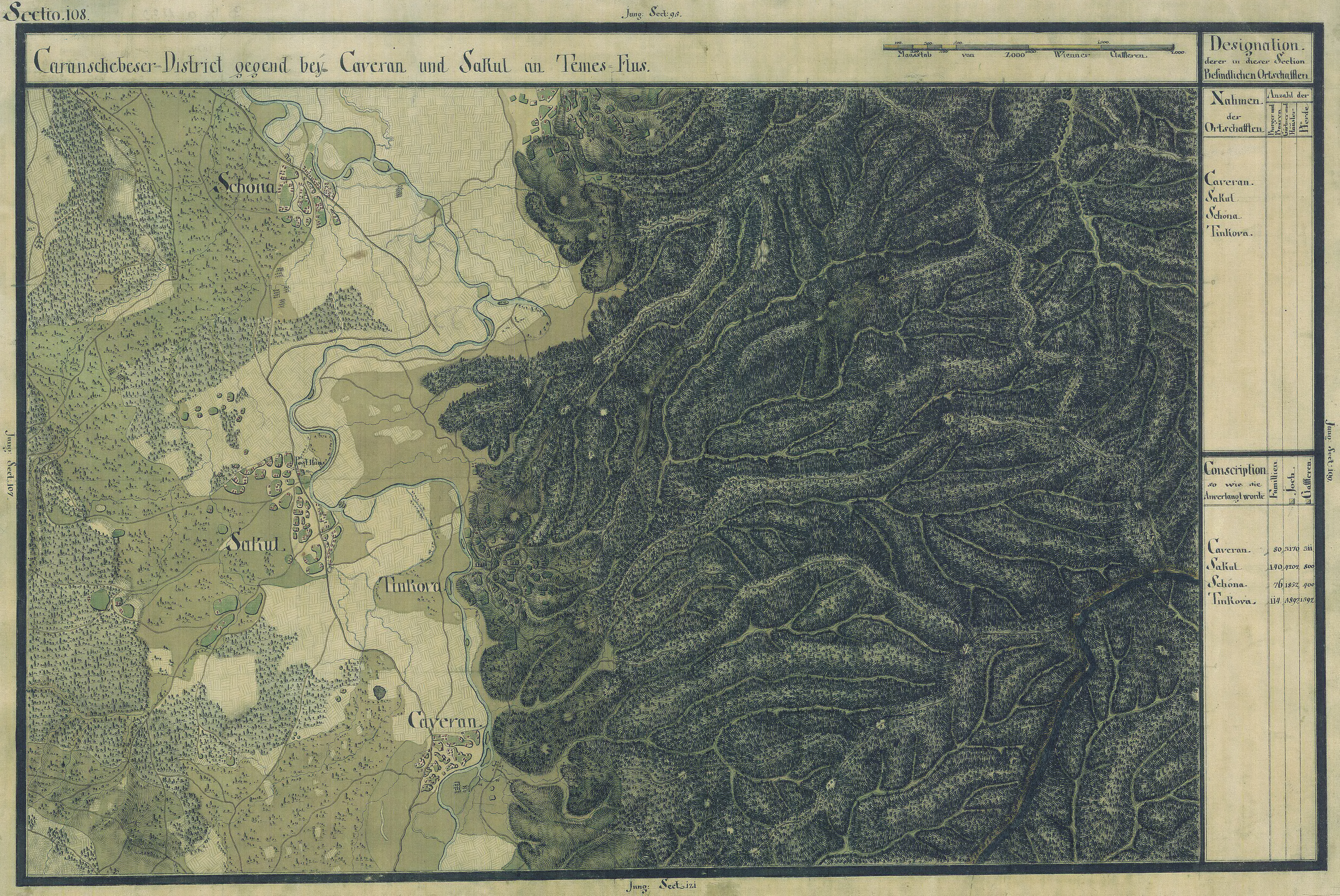
Szákul egy 1769-1772 közötti térképe

Szákul (Sacu) település Romániában, a Bánságban, Krassó Szörény megyében.

## Nevének eredete
Szákul nevét 1548-ban említette először oklevél Zaak módon írva. 1586-ban Zakony, 1593-ban Zakfalw, 1608-ban Zakul, 1639-ban Szakul, 1690-1700 között Szakuly, 1740 után Szaku, 1808-ban Szakul 1913-ban Szákul alakban írták.

## Fekvése
Lugostól délkeletre fekvő település.

## Története
1851-ben Fényes Elek írta a településről: „Szakul,... Krassó vármegyében, a Lugostól Káránsebesre vivő országútban, mindegyiktől egy postaállomásra, 14 katholikus, 1012  óhitű, 3 református, 5 zsidó lakossal, óhitű anyatemplommal, - postatisztséggel, szép szilvásokkal, erdőkkel. - Bírja Házy család.”
1910-ben 1356 lakosából 1044 román, 179 magyar, 125 német volt. Ebből 1047 görögkeleti ortodox, 241 római katolikus, 43 református volt.
A trianoni békeszerződés előtt Krassó-Szörény vármegye Temesi járásához tartozott.